# Tonio. Een requiemroman
Tonio. Een requiemroman is een boek van A.F.Th. van der Heijden. Het handelt over de dood van de zoon van de schrijver en van Mirjam Rotenstreich, Tonio, die verongelukte op eerste Pinksterdag 2010. Een jaar later, op 26 mei 2011, verscheen dit literaire requiem.

## Verhaal
In de vroege ochtend van eerste Pinksterdag 2010 wordt Tonio, de bijna 22-jarige zoon van de schrijver, nabij het Amsterdamse Vondelpark geschept door een auto. Hij wordt naar het AMC vervoerd, waar hij nog diezelfde dag overlijdt. De schrijver zoekt naar een precieze reconstructie van de laatste levensdagen van zijn zoon, zijn enige kind. Het boek eindigt als hij pas na maanden de plaats van het ongeval durft te bezoeken. Tussendoor wordt uitgebreid verslag gebracht van Tonio's hele leven en ook van de manier waarop de schrijver en zijn vrouw omgaan met de verschrikkelijke werkelijkheid.

## Receptie
Het boek werd over het algemeen zeer gunstig gerecenseerd in de Nederlandse en Vlaamse pers. Er werden meer dan 175.000 exemplaren van verkocht. Een jury onder voorzitterschap van Robbert Dijkgraaf, toenmalig president van de KNAW, kende het boek op 7 mei 2012 de Libris Literatuurprijs 2012 toe. Later dat jaar won het boek ook de NS Publieksprijs 2012.

## Verfilming
Het boek werd in 2016 verfilmd door Paula van der Oest.